# Diocèse de l'Ardèche
Cet article court présente un sujet plus développé dans : Diocèse de Viviers.
Le diocèse de l'Ardèche ou, en forme longue, le diocèse du département de l'Ardèche est un ancien diocèse de l'Église constitutionnelle en France.
Créé par la constitution civile du clergé de 1790, il est supprimé à la suite du concordat de 1801. Il couvrait le département de l'Ardèche. Le siège épiscopal était Viviers.
Il correspond à l'actuel diocèse de Viviers.